# Idiogram
Idiogram – graficzna prezentacja morfologii chromosomów przy porównywaniu kariotypów różnych gatunków, odmian, osobników, uwzględnia cechy zauważalne w metafazie mitozy, m.in.: długość ramion chromosomów, ich wzajemny stosunek, położenie centromeru, organizatorów jąderka, a także szczegóły widoczne po zastosowaniu specyficznego barwienia, np.: obecność heterochromatyny widocznej w postaci prążków.